# 카슨 켈리
카슨 프랭클린 켈리(Carson Franklin Kelly, 1994년 7월 14일 ~ )는 미국의 야구 선수로, 메이저 리그에 소속되어 있는 애리조나 다이아몬드백스의 포수이다.

## 선수 경력
2018년 12월 5일 폴 골드슈미트의 반대급부로 루크 위버와 함께 애리조나로 이적했고, 111경기 77안타 18홈런 46득점 47타점 타율 .245 출루율 .348 장타율 .478이라는 준수한 활약을 보여주며 주전 포수가 되었다.